# Koper je naš
Koper je naš je politična stranka, ki je bila ustanovljena leta 2006. Nastala je iz neodvisne liste, ki je bila ustanovljena leta 2002. Stranka je na lokalnih volitvah 2002 in leta 2006 prejela največ glasov, tako da je bil vodja liste/stranke, Boris Popovič, izvoljen za župana Občine Koper.
Na državnozborskih volitvah so poskušali s stranko Slovenija je naša, ki pa ni imela toliko uspeha. Po zgledu te stranke so ustanovili tudi stranki Piran je naš in Izola je naša.